# Meio ambiente do Brasil

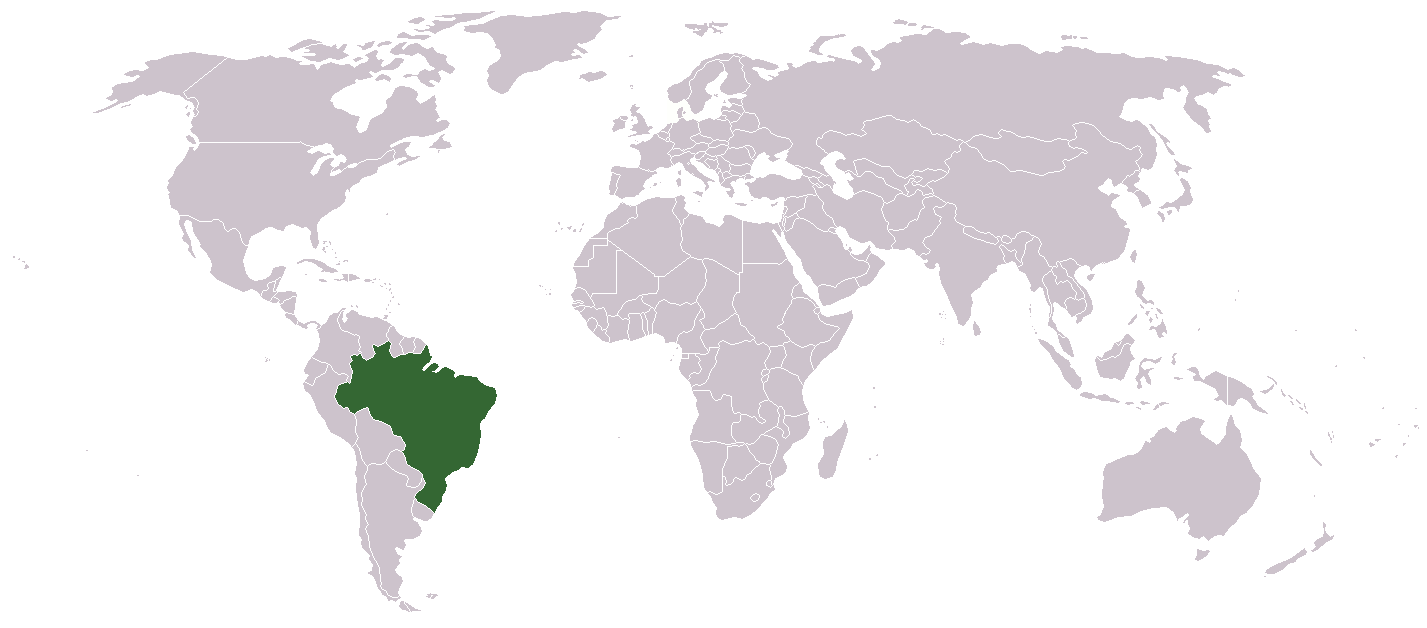
O Brasil está localizado na América do Sul.

O ambiente do Brasil é caracterizado por uma alta biodiversidade, com uma densidade populacional que diminui à medida que nos afastamos da costa brasileira.
A vasta área do Brasil abriga diferentes ecossistemas, que juntos sustentam parte da maior biodiversidade do mundo. Devido ao intenso crescimento econômico e demográfico do país, a capacidade do Brasil de proteger seus habitats ambientais tem sido cada vez mais ameaçada.
A exploração florestal extensiva no Brasil, tanto legal quanto ilegal, destrói florestas do tamanho de um pequeno país a cada ano, e com isso uma diversidade de espécies por meio da destruição de habitat e fragmentação de habitat.  Entre 2002 e 2006, uma área da Floresta Amazônica equivalente ao tamanho do Estado da Carolina do Sul foi completamente desmatada para fins de criação de gado e extração de madeira.  Em Abril de 2012, o influente grupo de pressão agrícola do Brasil obteve uma vitória há muito esperada após o Congresso Nacional do Brasil ter aprovado um controverso projeto de lei florestal que, segundo os ambientalistas, acelerará o desmatamento da floresta amazónica à medida que mais terras são abertas para a produção de alimentos.  Até 2020, pelo menos 50% das espécies residentes no Brasil podem ser extintas. 
Há um consenso geral de que o Brasil tem o maior número de vertebrados e invertebrados terrestres de qualquer país do mundo.  Além disso, o Brasil tem a maior diversidade de primatas,  o maior número de mamíferos,  o maior número de anfíbios, o segundo maior número de borboletas,  o terceiro maior número de aves,  e o segundo maior número de número de répteis.  Há um elevado número de espécies ameaçadas,  muitas delas vivendo em habitats ameaçados, como a Mata Atlântica .

## Gestão de resíduos
Em Agosto de 2010, o Presidente assinou a Política Nacional de Resíduos Sólidos (PNRS), que se tornou a primeira lei nacional a tratar da gestão de resíduos . No entanto, vários estados e municípios já tinham leis e regulamentos em vigor relativos à gestão de resíduos. A lei determina que o Ministério do Meio Ambiente elabore um Plano Nacional de Resíduos Sólidos com duração de 20 anos, a ser atualizado a cada quatro anos.

## Política e legislação ambiental
O Brasil possui uma das legislações ambientais mais completas do mundo.  No entanto, as leis desta legislação não foram aplicadas de forma adequada no passado, comprometendo sua eficácia na proteção do ambiente natural deste país que possui uma rica biodiversidade de fauna e flora. 
A Política Ambiental Brasileira (1981) foi o primeiro avanço real na proteção ambiental e sustentabilidade. Antes disso, existiam diretrizes de emissores poluentes que permitiam às indústrias poluir até certo ponto sem serem responsáveis por quaisquer danos ambientais. No entanto, após a aprovação desta política, foi aplicada a responsabilidade objetiva que determinou que as indústrias fossem responsabilizadas por toda a poluição que causavam. Portanto, os poluidores seriam responsáveis por todos os danos que causassem.  Logo após a implementação desta política, foram introduzidas leis que autorizavam os procuradores públicos a atuar em defesa do meio-ambiente e, mais tarde, foi introduzida outra lei que permitiu às ONGs de fazerem o mesmo.  O Ministério do Meio Ambiente do Brasil é o órgão responsável pela coordenação, supervisão e controle da Política Ambiental Brasileira. É também responsável por promover a utilização de recursos naturais sustentáveis e aplicar o desenvolvimento sustentável na formulação e implementação de políticas nacionais. 
O licenciamento ambiental é uma obrigação legal antes que qualquer atividade potencialmente prejudicial e poluente ocorra em qualquer parte do território brasileiro. Uma estrutura foi criada pelo governo federal brasileiro chamada Sistema Nacional do Meio Ambiente (SISNAMA), que inclui agências ambientais dos governos estaduais locais, o Conselho Nacional do Meio Ambiente (CONAMA) e o Instituto Brasileiro do Meio Ambiente e dos Recursos Naturais Renováveis (IBAMA), a fim de facilitar o processo de licenciamento.
O IBAMA é a principal ferramenta do governo brasileiro para fornecer ao povo informações sobre o bem-estar e proteção ambiental e atua como a “polícia ambiental”. Apesar da sua autonomia administrativa e financeira, é responsável pela implementação de novas políticas e padrões de qualidade ambiental, pela avaliação dos impactos ambientais, pelo exame da degradação ambiental e pela distribuição de licenças ambientais.  O IBAMA tem o poder de impor multas administrativas, mas quando são cometidos crimes ambientais mais graves, é responsável por informar as autoridades federais para posterior ação penal. 
O desafio que o Brasil enfrenta atualmente é encontrar uma solução para incentivar os atores mais poderosos a cumprir a regulamentação ambiental e fazer cumprir essas políticas. Para resolver isso, o ex-presidente Luiz Inácio Lula da Silva assinou um decreto em 22 de julho de 2008 que melhoraria o processo de imposição de multas e sanções para pessoas e instituições que cometem crimes ambientais. 
Monitorar a ocorrência de crimes ambientais e policiar áreas em um país com vastas extensões de florestas, incluindo a Floresta Amazônica e a Mata Atlântica tem se mostrado uma tarefa difícil. O IBAMA e as Forças Armadas Brasileiras são as principais organizações utilizadas pelo governo federal para proteger ativamente os ecossistemas naturais do Brasil. A principal táctica utilizada para impedir a degradação ambiental e melhorar a sustentabilidade é o uso da força direta, como multas e penas de prisão. Isso reflete o sistema de comando e controle no qual a regulação e a proteção ambiental do Brasil são realizadas.